# Данський поет
«Данський поет» (норв. «Den danske dikteren») — спільний канадсько-норвезький анімаційний фільм 2006 року режисерки Торіла Кове за власним сценарієм. Виробництво National Film Board of Canada (NFB) і Mikrofilm AS Норвегія.
Отримав премію «Оскар» і канадську премію в номінації «найкращий анімаційний короткометражний фільм».

## Сюжет
Фільм висвітлює 1940 роки у Данії. Каспар Джоргенсен, поет, який шукає натхнення, за пропозицією свого психіатра, доктора Мірка, відправляється до Норвегії, щоб познайомитись із відомим автором Сігрід Ундсед. Однак, після прибуття в Норвегію, він зустрічається з дочкою фермера Інгеборг і закохується. Він пропонує їй одружитися, але дізнається, що вона вже заручена — не зі своєї волі, а за бажанням батька. Вона обіцяє не зрізати волосся, поки вони не возз'єднаються, і Каспар повертається до Данії.
Пізніше чоловік Інгеборг помирає в аварії і Інгеборг пише листа Каспару. Проте, він випадково випадає у поштаря і звісно ніколи не прийде до адресата. Коли вмирає Сігрід Ундсед, Каспар і Інгеборг відправляються на похорони; вони зустрічаються і вирішують бути разом, а пізніше одружуються і живуть у Копенгагені. Каспар розповідає Інгеборг, що він любить її довге волосся, тому вона не зрізає його. Але згодом Каспар зазнав травми і вона направляє свою перукарку з Норвегії до нього. По дорозі перукарка зустрічає молодого чоловіка на поїзді, який також їде у Копенгаген, щоб зустріти Каспара, його улюбленого поета. Двоє молодих закохуються і вони виявляються батьками оповідача.

## Ідея
Перші ідеї у Кове для «Данського поета» з'вилися, тоді коли вона пройшла період критичного самоцінення; вона хотіла написати історію про те, що вона називає, коли "ви досягаєте поворотного пункту у житті, коли оглядаєтеся назад, і думаєте, " як я сюди прийшов? " […] І ви розумієте, що відповідь лежить десь у складній мережі всіх видів речовин, таких як генетика, виховання, збіги обставин, вибір, який ви зробили на своєму шляху, втрачені можливості . Вона вважала, що природним вибором кожної людини є відносини між двома людьми «, оскільки стосунки, і особливо романтичні, відіграють величезну роль у формуванні нашого життя.»
Спочатку Кове хотіла зробити фільм біографічним, виходячи із розповідей її батька. Він розповідав що мріяв про те, щоб бути художником, і поставив за мету зустрітись із викладачем мистецтва, щоб поцікавитися, чи він є достатньо майстерним, аби продовжити свій шлях у цьому руслі. Однак коли він стояв на вершині сходів, які вели у майстерню до художника то вирішив не йти до кінця. Тобто він побоявся зробити те що хотів і зробив інше рішення яке повпливало у подальшому на його життя. Врешті-решт він вирішивши піти в архітектурну школу (як хотіли його батьки), де він зустрів свою дружину. Кове робить висновок з того факту, що її існування нібито залежить від цього рішення, тому що "якщо б художник сказав: " О, ти повинен малювати ", ти вмієш. То, цілком ймовірно, її батько ніколи не зустрів матері Кове, і, це повпливало на її життя. Проте з часом вона переписала початковий сценарій вважаючи його надто особистим.

## Теми які підіймаються
Основна тема фільму показує ефект, який може призвести збіг обставин на життєвий потік: погана погода, злий собака, голодні кози, слизькі дошки та недбайливість, будь-які справи які змінюють хід життя кожної людини зокрема Каспара та Інгеборг.
У одному з інтерв'ю Кове сказала: « Я намагаюся пережити це те, що я думаю, і що шанси змінити життя є завжди . Однак Кове також сказала, що вона хоче, щоб люди могли сприймати та обдумувати фільм по різному. Кове хотіла б, щоб люди які пішли на цей фільм думали, що це фільм, який можна інтерпретувати більш ніж одним способом. Вона щаслива, коли чує від людей, які бачили цю короткометражку, що картина змушує їх думати про той дивний світ, де ми знаходимо натхнення для мистецтва і де ми знаходимо любов, і розуміємо красу простого життя».
Картина також визначає кілька груп художнього натхнення, які відчувають люди. Каспар «знаходить [натхнення] в собі», а не в творчості іншого письменника. Також «підтекстом» є те як ми думаємо. Наш образ мислення залежить від країни у якій ми живемо, родини у якій ми народились і так далі.